# Montañas Wushao
Las montañas Wushao o Wushaoling (en chino, 乌鞘岭en chino tradicional, 烏鞘嶺; pinyin, Wūshāolǐng) es un accidente geográfico en la provincia de Gansu, China, con importantes desiertos en su vertiente norte.
Estas montañas han sido un impedimento para el transporte desde la antigüedad, cuando la Ruta de la Seda se realizaba a través de su terreno. La vertiente occidental, combinada con las laderas contiguas de la montaña Lanshan, comprende más del 30 por ciento del área desértica de China. Dada la tendencia actual en las políticas de uso de la tierra de China, se prevé que la desertificación de las laderas de las Montañas Wushao se expanda.
La zona aledaña a las montañas está bastante poco poblada, con unos meros 36 habitantes por kilómetro cuadrado.
El área consiste principalmente de pastizales.
El promedio anual de lluvia en la zona es de 543 milímetros. El mes más lluvioso es julio, con un promedio de 131 mm de precipitaciones, y el más seco es enero, con apenas 3 mm de lluvia.